# Шећерна болест типа 2 и хипертензија
Шећерна болест типа 2 и хипертензија су међу водећим компонентама глобалног терета болести. Ова два стања често коегзистирају, а особе са коморбидним обликом шећерне болести типа 2 (Т2ДМ) и хипертензијом имају драматично повећан ризик (два до четири пута) за кардиоваскуларне болести, завршну фазу болести бубрега и смрт (у поређењу са одраслима са нормотензивним и недијабетичарима).
Побољшање свести, управљање и превенција ових болести је главни циљ глобалног здравственог система. Циљни крвни притисак од <140/90 mmHg важи за већину пацијената, али је индивидуализација увек важна. Све класе антихипертензивних лекова могу да се користити у лечењу хипертензије код пацијената са Т2ДМ, све док су ефикасни и безбедни и након узимања у обзир пратећих болести.

## Епидемиологија
Хипертензија повећава ризик од многих стања, укључујући исхемијску болест срца, срчану инсуфицијенцију, мождани удар и болест бубрега. Хипертензија често коегзистира са шећерном болести јер гојазност повећава ризик од развоја оба стања.
Две трећине пацијената са шећерном болести типа 2  (Т2ДМ) има артеријску хипертензију. У САД, четири од десет највећих узрока смрти повезана су са хипертензијом (болести срца, мождани удар, шећерна болест и бубрежна болест).   Хипертензија повећава учесталост и микро и макроваскуларних компликација код ових пацијената, док коегзистенција ова два главна фактора ризика доводи до четвороструко повећаног ризика за кардиоваскуларне болести (КВБ) у поређењу са нормотензивним недијабетичарима.
У великим опсервационим студијама углавном из Јапана и западних земаља, око 50% пацијената са шећерном болести типа 2 имало је хипертензију, а 20% пацијената са хипертензијом имало је шећерну болест типа 2.

## Етиопатогенеза
Особе са шећерном болести типа 2 имају двоструко веће шансе да имају хипертензију од оних без шећерне болести. Коморбидни облик шећерне болести типа 2 и хипертензија повећавају ризик за макроваскуларне и микроваскуларне догађаје.
Иако се показало да је шећерне болести типа 2 узрочник развоја хипертензије, исто није доказано за обрнути однос; међутим, узрочни ефекат је мали и није вероватно да ће имати клинички значај. Хиперинсулинемија, укоченост артерија, дисфункција бубрега и хипергликемија могу допринети развоју хипертензије, док су хиперинсулинемија, абдоминална адипозност, запаљење и класа антихипертензивних лекова вероватно важнији чиниоци од саме хипертензије у развоју шећерне болести типа 2.
Ови налази указују на важност одржавања оптималног гликемијског профила у општој популацији, као и скрининга и праћења крвног притиска, посебно систолног крвног притиска, код пацијената са шећерном болести типа 2.

## Резултати истраживања
Ризик од кардиоваскуларних болести
Једна проспективна студија проценила је приближно 2,8 пута већи ризик од инциденције кардиоваскуларних болести међу особама са неконтролисаном хипертензијом и дијабетесом у односу на оне са контролисаном хипертензијом без шећерне болести.
Трајање хипертензије или шећерне болести
Трајање хипертензије или шећерне болести повезано је са преваленцијом коегзистенције. Микроваскуларно оштећење, оштећење симпатикуса, побољшан систем ренин-ангиотензин и смањена осетљивост на инсулин, што је све узроковано хипертензијом и/или шећерном болести, погоршавају хипертензију и шећерну болест, а дуже трајање повећава ризик за коегзистенцију.
Полне разлике
Према студији о ризику од атеросклерозе у заједницама, стопа инциденције коронарне болести срца код особа са хипертензијом и шећерне болести прилагођена узрасту и раси била је приближно:
- седам пута већа код жена (2,7 према 18,7)
- три пута већа код мушкараца (9,9), наспрам 28,4),

у поређењу са онима без хипертензије и шећерне болести.
Ризик од исхемијског можданог удара
Друге студије су показале да је мултиваријабилно прилагођен ризик коегзистенције хипертензије и шећерне болести за исхемијски мождани удар био 3-4,5 пута већи него код особа без хипертензије и шећерне болести. 

## Дијагноза
Мерење крвног притиска треба да се врши приликом сваке рутинске посете клиничкој нези код особа са шећерном болести типа 2. Приликом прве посете, крвни притисак би требало да се измери на обе руке да би се откриле и објасниле абнормалности које могу довести до лажног крвног притиска, као што је артеријска стеноза. За дефинисање хипертензије већина кардиолога користи ове вредности: 
- средњег систолог притиска ≥140 mmHg
- дијастолни крвни притисак ≥90 mmHg

Када пацијенти са шећерном болести типа 2 за које није познато да имају хипертензију имају повишен крвни притисак (≥ 140/90 mmHg), повишен крвни притисак треба потврдити наредних дана, у року од 1 месеца, да би се потврдила коначна дијагноза хипертензије.

## Терапија
Многе студије су показале да антихипертензивна терапија смањује догађаје атеросклеротских кардиоваскуларних болести, микроваскуларне компликације и срчану инсуфицијенцију код особа са шећерном болести типа 2. Показало се да истовремено решавање више фактора ризика даје значајне користи. Подаци указују на то да су се обољевање и морталитет од атеросклеротичних кардиоваскуларних болести смањили код особе са шећерном болести типа 2 од 1990. године, што је вероватно великим делом последица побољшања контроле крвног притиска.
Комбинована терапија је често потребна за лечење хипертензије. Пацијенте са шећерном болести типа 2 треба лечити слично онима без шећерне болести типа 2, осим ако није присутна протеинурија, у ком случају комбинована терапија треба да укључи инхибитор ангиотензин конвертујућег ензима или блокатор ангиотензин рецептора.
Инхибитори ангиотензин конвертујућег ензима (АЦЕ) или блокатори ангиотензинских рецептора (АРБ) су идеалан избор за почетни или рани третман хипертензије код пацијената са Т2ДМ и албуминуријом. Чини се да је комбинација два или више лекова неизбежна јер већина ових пацијената показује резистентну хипертензију. Треба избегавати комбинацију АЦЕ инхибитора са блокаторима ангиотензинских рецептора (АРБ). Тиазидни и тиазидима слични диуретици могу бити корисни, сами или у комбинацији са фиксном дозом АЦЕ инхибитора или АРБ.
Блокатори калцијумских канала (ЦЦБ) представљају идеалну опцију као агенси друге или треће линије. Бета-блокатори се не сматрају антихипертензивима прве линије, осим за оне пацијенте са срчаном инсуфицијенцијом или претходним инфарктом миокарда. Додавање антагониста минералокортикоидних рецептора у терапију троструким лековима изгледа следећи идеалан корак. Родно специфичне карактеристике у вези са крвним притиском, Т2ДМ и КВБ треба узети у обзир, чак и ако различите препоруке још не постоје.
Недвосмислени докази показују да фармаколошко лечење крвног притиска ≥ 140/90 mmHg смањује кардиоваскуларне догађаје, као и неке микроваскуларне компликације. Поред тога, мета-анализе клиничких испитивања показују да антихипертензивна терапија људи са  шећерном болести типа 2 и основним крвним притиском ≥140/90 mmHg смањује ризик од:
- атеросклеротичних кардиоваскуларних болести,
- срчане инсуфицијенције,
- ретинопатије,
- албуминурије.[6]

Дакле, већина пацијената са  шећерном болести типа 1 или типа 2 који имају хипертензију треба да се лече на циљне вредности крвног притиска < 140/90 mmHg. Међутим, за одабране пацијенте са  шећерном болести, интензивирање антихипертензивне терапије за циљање крвног притиска ниже од < 140/90 mmHg (нпр. < 130/80 или < 120/80 mmHg) може бити од користи ако се може постићи без непотребног агресивнијег лечења.
Иако су одређени антидијабетички агенси повезани са побољшањем крвног притиска, теоретски, хиперинсулинемија и егзогени инсулин могу довести до хипертензије кроз вазоконстрикцију и задржавање натријума и течности; међутим, инсулин такође може да подстакне вазодилатацију. У испитивању  из 2012. године, базални инсулин у поређењу са стандардном негом није био повезан са променом крвног притиска код људи са  шећерном болести типа 2 или предијабетесом. Док су инхибитори котранспортера натријум-глукозе 2 су повезани са благим диуретичким ефектом и смањењем крвног притиска од 3-6 mmHg систолног крвног притиска и 1-2 mmHg дијастолног крвног притиска, а агонисти рецептора пептида сличних глукагону 1 су такође повезани са смањење систолног/дијастолног крвног притиска за 2-3/0-1 mmHg
У рандомизованим студијама људи са  шећерном болести, показало се да лечење опструктивне апнеје у сну побољшава крвни притисак.